# تنبلی

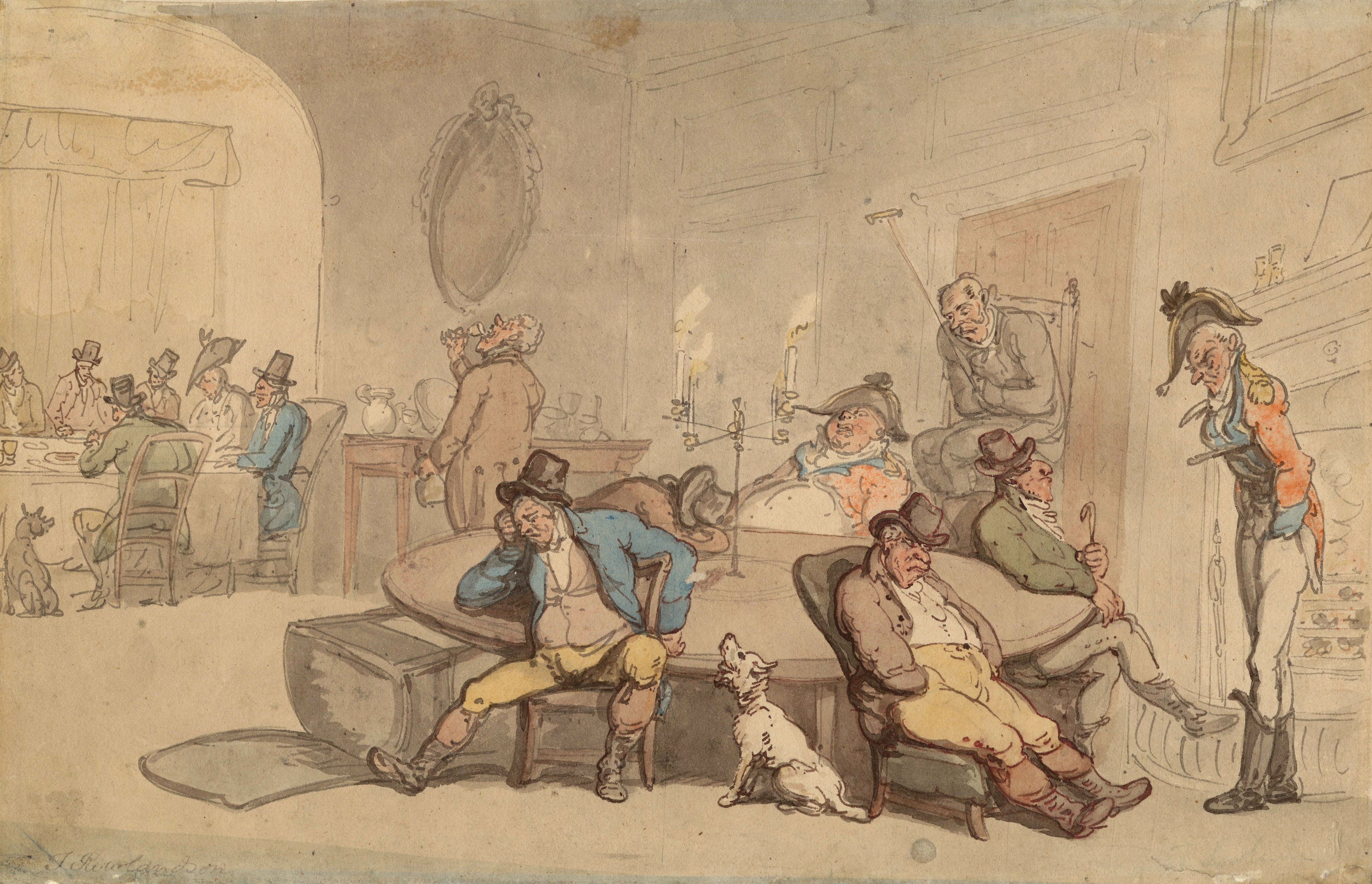
اثر تامس رولندسن که تنبلی را به تصویر کشیده است.

تنبلی (یا تن‌پروری، کاهلی) به معنی نداشتن تمایل به فعالیت یا تلاش، با وجود برخورداری از توانایی کافی‌ست.

## واژه‌شناسی
در زبان فارسی کسل نیز به کسی که تنبل است، گفته می‌شود. کسل وام‌واژه‌ای از زبان عربی در فارسی است که در عربی به معنای تنبلی است.